# ダニエル・エスピノーサ
ダニエル・エスピノーサ（Daniel Espinosa、1977年3月23日 - ）は、スウェーデンの映画監督である。

## 経歴
1977年3月23日、ストックホルムに生まれる。デンマーク国立映画学校を卒業した。
2010年、スリラー映画『イージーマネー』が本国スウェーデンでヒットする。2012年には、デンゼル・ワシントン主演のサスペンス・アクション映画『デンジャラス・ラン』を手がけた。2015年、トム・ハーディを主演に迎えたミステリー映画『チャイルド44 森に消えた子供たち』が公開された。

## フィルモグラフィ

### 映画
| 年   | 題名                                     |
| ---- | ---------------------------------------- |
| 2004 | Babylonsjukan                            |
| 2007 | Uden for kærligheden                     |
| 2010 | イージーマネー Snabba Cash               |
| 2012 | デンジャラス・ラン Safe House            |
| 2015 | チャイルド44 森に消えた子供たち Child 44 |
| 2017 | ライフ Life                              |
| 2022 | モービウス Morbius                       |